# Shirin Abdullaeva
Shirin Abdullaeva (ur. 14 grudnia 2005 w Namanganie, zm. 15 lutego 2025 w Taszkencie) – uzbecka piosenkarka, modelka i aktorka, laureatka Państwowej Nagrody im. Zulfi. Była studentką Uniwersytetu Tsinghua w Pekinie, uznawana za ambasadorkę kultury Uzbekistanu w Chinach.

## Życiorys
Shirin Abdullaeva rozpoczęła swoją przygodę z muzyką już w wieku trzech lat, brała udział w krajowych i międzynarodowych konkursach oraz pisała własne piosenki. Zyskała popularność dzięki utworom „Luli”, „Metro” i „Bezori”, które zgromadziły miliony wyświetleń w serwisie YouTube.
W 2021 dotarła do półfinału rosyjskiego talent show „Ty – super!” na kanale NTV.
W 2023 Abdullaeva otrzymała Państwową Nagrodę im. Zulfi w dziedzinie sztuki. Od tego samego roku studiowała na Uniwersytecie Tsinghua w Pekinie na Wydziale Nauk Społecznych, gdzie pełniła rolę kulturalnej ambasadorki Uzbekistanu.
W 2024 roku zachorowała na zapalenie opon mózgowych i przez około dwa miesiące znajdowała się w śpiączce. Zmarła 15 lutego 2025 w Taszkencie, w wieku 19 lat.
Pochodziła z zamożnej rodziny – była najmłodszą z pięciu córek Bahodira Abdullaeva, znanego przedsiębiorcy i założyciela BA Holding.

## Fundacja i stypendium Shirin Abdullaeva
W związku z tragiczną śmiercią Shirin Abdullaevej, jej rodzina – szczególnie ojciec Bahodir Abdullaev i siostra Gukbakhor Tojimirzaeva – we współpracy z Zarządem Fundacji Edukacyjnej Uniwersytetu Tsinghua ustanowiła w dniu 10 kwietnia 2025 specjalne stypendium pn. Stypendium Shirin Abdullaeva. 
Stypendium to dedykowane jest studentom Wydziału Nauk Społecznych Uniwersytetu Tsinghua, którzy:
- pochodzą ze środowisk o ograniczonych zasobach finansowych,
- osiągają doskonałe wyniki akademickie,
- angażują się w działalność na rzecz dialogu międzykulturowego i aktywności społecznej

Celem fundacji jest: wspieranie rozwoju intelektualnego i osobistego szczególnie utalentowanych młodych ludzi, promowanie zrozumienia kulturowego między studentami z różnych krajów oraz pielęgnowanie wartości wzajemnego szacunku i współpracy.

## Kariera muzyczna
Shirin zdobyła uznanie jako młoda, utalentowana wokalistka. Jej najpopularniejsze utwory to:
- „Luli”
- „Metro”
- „Bezori”

W 2021 wzięła udział w programie „Ty – super!”, gdzie osiągnęła półfinał i zdobyła uznanie publiczności oraz jury.
W 2023 została laureatką prestiżowej Państwowej Nagrody im. Zulfi.

## Kariera aktorska i modelingowa
Shirin wystąpiła m.in. w uzbeckiej wersji serialu Qismat bitigi. Zagrała także w międzynarodowej koprodukcji uzbecko-chińskiej Merosxo‘r oraz w rosyjskim filmie fabularnym Mister Nokaut w reżyserii Artyoma Mikhalkova.

## Dyskografia
- „Luli”
- „Metro”
- „Bezori”

## Filmografia
- Qismat bitigi – serial uzbecki
- Merosxo‘r – film uzbecko-chiński
- Mister Nokaut – film rosyjski (reż. Artyom Mikhalkov)